# 이시원 (학원인)
이시원(1981년 8월 21일~)은 대한민국의 《시원스쿨》의 창립자이자 그와 동시에, 그 운영 법인인 《에스제이더블유인터내셔널》의 대표를 맡고 있는, 대한민국의 서울특별시 출신의 기업가 겸 학원인(영어 학원 강사)이자, 저술가 및 교육인이다.
그는 이른바 흔히 말하는 해외 국가 유학파 출신으로, 캐나다 콴틀렌 유니버시티 컬리지 경영학과(경영학 학사)를 나왔다.